# Syngonanthus pallens
Syngonanthus pallens är en gräsväxtart som beskrevs av Silveira. Syngonanthus pallens ingår i släktet Syngonanthus och familjen Eriocaulaceae. Inga underarter finns listade i Catalogue of Life.